# Història dels jueus de Kairuan

Bandera de Tunísia.

Història dels jueus de Kairuan. Kairuan (en hebreu: קירואן) (en àrab: قيروان) és una ciutat situada a Tunísia, un nació del Nord d'Àfrica. Kairuan va ser durant segles un centre mundial de erudició talmúdica i rabínica.

## Història primerenca
Els primers jueus van arribar a Kairuan juntament amb els seus fundadors àrabs, procedents de la regió de Cirenaica en el que actualment és Líbia. Una segona onada de colons jueus va arribar a la fi del segle vii. L'era daurada de la comunitat va començar a finals del segle viii i va durar fins a principis del segle xi, des del regnat dels aglàbides fins al regnat dels hàfsides. La ciutat acullia una sinagoga, un iexivà, un cementiri, un organització benèfica comunitària i altres institucions. Els jueus de la ciutat estaven en contacte amb les acadèmies talmúdiques babilòniques de Sura, Pumbedita i Nehardea, i amb les comunitats jueves de l'Àndalus.
En l'any 880, el jueu Eldad ha-Dani va visitar la ciutat i la comunitat local, per descriure els seus viatges. Ell va captivar el públic amb la seva fluïdesa en l'idioma hebreu, i va portar amb si una col·lecció de lleis que segons ell, es practicaven entre les 10 tribus perdudes d'Israel. Aquestes lleis van desconcertar als jueus de Kairuan, pel que van enviar una pregunta al rabí Tzemach Ben Haim, de la acadèmia talmúdica de Sura, que va intentar explicar aquestes lleis segons la Llei jueva, la Halacà. Altres rabins, inclòs el rabí Meir de Rothenburg, i alguns Tosafistes, no es van mostrar d'acord amb aquestes lleis.
Al principi del segle x, un jueu anomenat Isaac Israeli ben Solomon (mort en 950) va ensenyar a la escola de medicina de Kairuan, i va exercir com a metge personal del darrer governant de la Dinastia Aglàbida i del primer governant de la Dinastia Fatimita. Ben Solomon va escriure obres de filosofia neoplatònica i va mantenir correspondència amb el rabí Saadia Gaon de Babilònia. Un segon jueu de Kairuan, anomenat Dunash ibn Tamim, era metge i filòleg, i també va servir com a metge a la cort fatimita. Un tercer jueu de Kairuan, Nathan HaBavli, va registrar les seves impressions sobre els jueus babilonis en el llibre Séder Olam Zuta.
Durant el segle xi, el jueu més destacat de Kairuan va ser Abraham ben Nathan, un dels grans líders jueus del seu temps, en 1015 va rebre els títols de Naguid HaGolah (en català: "El Príncep de la Diàspora") i Roix HaKehilot ("El Cap de les Comunitats") del líder espiritual d'aquella generació, Hai Gaon. Ben Nathan va servir com a metge personal d'Al-Muiz ibn Badis, el Sultà del Nord d'Àfrica, i aparentment també del Sultà anterior, Badis ibn Mansur, el pare de Muiz. Un contemporani d'Abraham ben Nathan, Judah ben Joseph, va ser el comerciant més destacat de la ciutat, controlant les rutes comercials que fluïen a través del Mediterrani i cap a l'Índia. En temps de guerra, quan es prohibia la navegació marítima a tots els altres vaixells, la seva mercaderia era portada a bord d'uns vaixells de guerra reials. Tant Abraham ben Nathan com Judah ben Joseph van morir en el mateix any, en algun moment de la dècada de 1030.

## Acadèmia talmúdica de Kairuan
Al llarg d'aquest període, Kairuan va ser reconegut com un centre de erudició talmúdica, i els jueus de la ciutat van mantenir correspondència amb les comunitats de Europa i Babilònia, incloses les principals autoritats de la Torà com el Rabí Sherira Gaon, el Rabí Hai Gaon i Samuel HaNaguid. Al cim del prestigi de la ieixivà, els membres de les comunitats egípcies recorrien als erudits de Kairuan, encara que estaven subjectes als costums de la Terra d'Israel.
El Rabí Jacob ben Nissim va dirigir la ieixivà de Kairuan a finals del segle x. Durant el seu mandat, el Rabí Chushiel va arribar a Kairuan des d'Itàlia, i després de la mort del Rabí Jacob ben Nissim, en 1006, el va succeir. Després de la mort del Rabí Chushiel, el Rabí Nissim ben Jacob, fill del Rabí Jacob ben Nissim, va assumir el lideratge de la ieixivà, i va ser el mentor del Rabí Chananel ben Chushiel. Durant aquest mateix període, el Rabí Isaac Alfasi també va estudiar a Kairuan, abans de mudar-se a Fes, Marroc. El Rabí Nissim va morir en 1062, i a mitjans del segle xi, la ieixivà de Kairuan havia perdut el seu prestigi com a centre mundial d'estudi del Talmud babilònic i la Torà.

## Rebuig i expulsió
Durant el segle xi, la conquesta dels Banu Hilal va alterar dramàticament el paisatge cultural i polític del Nord d'Àfrica. Com a poble nòmada, els àrabs de Banu Hilal van envair la regió des de l'est, mentre que els almoràvits van envair el sud de Marroc. El grup nòmada va saquejar la ciutat de Kairuan, massacrant a la població jueva, àrab i amaziga. La conquesta de la ciutat va provocar una emigració massiva de la població jueva, alhora que va romandre la població àrab i amaziga de la regió.
Tot i que aquesta conquesta va destruir l'interior de l'àrea, les ciutats costaneres van prevaler, ja que ciutats com Tunis encara eren un lloc important per a la cultura del Nord d'Àfrica que produïa productes tèxtils, ceràmica, vidre, oli, sabó i altres productes de fabricació. Un altre resultat devastador de la conquesta va ser la destrucció dels sistemes de reg del Nord d'Àfrica, el que va portar a la desertificació i a la nomadització de la zona, fins que les potències europees van colonitzar el nord d'Àfrica per extreure els seus recursos.
La devastadora conquesta de Kairuan pels Banu Hilal en l'any 1057, va destruir completament la ciutat, i aquesta mai va recuperar la seva importància cultural anterior, l'àrea va esdevenir una barreja de la cultura àrab i amaziga, i la mida de la comunitat jueva va disminuir significativament. El resultat de la conquesta oficialment va convertir al àrab en l'idioma oficial del Nord d'Àfrica en aquest moment. La comunitat es va dissoldre en 1270 quan els hàfsides van prohibir als no musulmans viure a la ciutat, els jueus restants es van veure obligats a convertir-se a la religió de l'Islam o van haver d'abandonar la ciutat. Després de la invasió, l'àrea que una vegada va florir amb excel·lència cultural, actualment forma part de la nació de Tunísia. La població jueva que anteriorment vivia allà va emigrar a altres terres i països com Itàlia i Egipte.

## Protectorat francès i independència
A Tunísia es va establir un protectorat francès en 1881, alguns jueus van tornar a la ciutat. Hi havia diversos comerciants jueus i es van obrir dues sinagogues. Quan les Potències de l'Eix van ocupar Tunísia durant la Segona Guerra Mundial, molts d'aquests jueus van fugir. Encara que alguns van tornar després de la guerra, a la dècada de 1960, els jueus de la comunitat s'havien mudat a la ciutat de Tunis, o havien emigrat a l'estranger. Actualment no existeix una comunitat jueva a Kairuan. Aquesta emigració va tenir lloc entre els anys 1946 i 1960, fins que la comunitat jueva va desaparèixer per complet de la ciutat que havia estat un centre cultural 900 anys abans.